# Raad van Indië

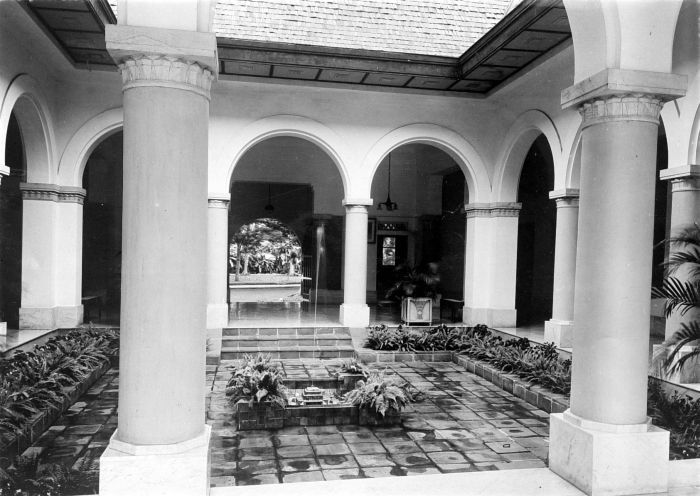
Binnenplaats van het gebouw van de Raad van Indië (1900-1940)

De Raad van Indië was van 1609 tot 1942 een centraal orgaan van het Nederlandse koloniale bestuur in Azië, een regering onder de gouverneur-generaal. De leden van deze Raad werden afzonderlijk eveneens raad van Indië genoemd.
De Raad werd opgericht als een college dat aan de gouverneur-generaal advies moest geven. Daarnaast behoorde de Raad te controleren en eventuele despotische gouverneurs-generaal in toom te houden. De Raad voorzag de gouverneur-generaal van advies over benoemingen van ambtenaren, maar ook van predikanten. Verder adviseerde hij over economische en financiële zaken.
Er waren twee soorten raden, gewone en buitengewone. De eerste waren meestal zes in getal en hadden een besluitvormende stem. De op een na hoogste functie werd ingenomen door de directeur-generaal, die de Aziatische handel overzag. Daarnaast fungeerde hij tijdens de VOC-tijd bij afwezigheid van de gouverneur-generaal als diens plaatsvervanger. De visitateur-generaal was verantwoordelijk voor de boekhouding en de president van het Hof van Justitie was eveneens verplicht lid. Een ander lid was verantwoordelijk voor de vloot en er was ook iemand voor militaire zaken. Vanaf 1619 maakten ook de gouverneurs van Ternate, Ambon, Banda en de Coromandel deel uit van het college. Het aantal "extra-ordinaris" raden was onbepaald; zij hadden geen stemrecht en waren meestal in opleiding. De leden van de Raad werden over het algemeen benoemd uit kringen van hogere Nederlandse bestuursambtenaren (gouverneurs, residenten etc.).

## Geschiedenis
In de loop van de 17e eeuw verwierf de Raad steeds meer bestuurlijke en ook wetgevende taken. In 1677 werden vier van de zes leden wegens corruptie ontslagen. De leden van de Raad waren in de 18e eeuw het middelpunt en de drijfveer (van Indië), volgens Jacobus Canter Visscher. Na het faillissement en de opheffing van de VOC (1796, resp. 1800), werd de positie van de Raad minder duidelijk. De ambtenaren waren nu direct in dienst van de staat (eerst van de Bataafse Republiek en daarna van het Koninkrijk Holland). De gouverneur-generaal was niet meer een soort onderkoning, maar uitvoerder van de opdrachten die hem door de regering werden gegeven.
Na de stichting van het Verenigd Koninkrijk der Nederlanden werd de macht van de Raad van Indië verder ingeperkt. Vanaf 1818 verloor hij vrijwel al zijn bestuurlijke en wetgevende taken en was alleen nog een onafhankelijk adviesorgaan van de gouverneur-generaal. Bij de bestuurshervormingen van 1836 veranderde de naam van de Raad in 'Raad van Nederlandsch-Indië'. Deze Raad had vier leden en een vicepresident, enkel een adviserende functie en vergaderde een keer per week in Weltevreden.
Nadat in 1918 de gekozen Volksraad was opgericht, verloor de Raad van Indië alle wetgevende macht. Vanaf 1926 konden ook 'inheemsen' (Indonesiërs) in de Raad benoemd worden. Toen Nederlands-Indië in februari en maart 1942 bij de Japanse bezetting van Indonesië overrompeld werd, trad de Raad buiten functie. Na de aftocht van de Japanners in 1945 is hij niet heropgericht.

## Verbinding met Nederland
Tot 1840, toen de postroute over Suez geopend werd, was de verbinding met Nederland erg langzaam: per zeilschip gingen de brieven via Kaap de Goede Hoop. Voordat er antwoord terugkwam was er al snel anderhalf jaar verstreken.
In perioden waarin de gouverneur-generaal wegens ziekte of overlijden zijn functies niet meer uit kon oefenen en er nog geen nieuwe benoeming bekend was, fungeerde na de VOC-tijd in het algemeen het oudste lid van de Raad als gouverneur-generaal ad interim. De buitengewone raden vielen in bij het uitvallen van de gewone raden.